# Campo Santa Fe
Campo Santa Fe är en ort i Mexiko.   Den ligger i kommunen Culiacán och delstaten Sinaloa, i den västra delen av landet, 1 000 km nordväst om huvudstaden Mexico City. Campo Santa Fe ligger 19 meter över havet och antalet invånare är 119.
Terrängen runt Campo Santa Fe är mycket platt. Runt Campo Santa Fe är det ganska tätbefolkat, med 155 invånare per kvadratkilometer. Närmaste större samhälle är Culiacán, 18,5 km norr om Campo Santa Fe. Trakten runt Campo Santa Fe består till största delen av jordbruksmark.